# بيل بنسون
بيل بنسون هو لاعب هوكي الجليد كندي، ولد في 29 يوليو 1920 في وينيبيغ في كندا، وتوفي بنفس المكان في 8 فبراير 2012.

## وصلات خارجية
- بيل بنسون على موقع دوري الهوكي الوطني (الإنجليزية)
- بيل بنسون على موقع قاعة مشاهير الهوكي (لاعب أن.إتش.أل) (الإنجليزية)
- بيل بنسون على موقع EliteProspects.com (الإنجليزية)
- بيل بنسون على موقع HockeyDB.com (الإنجليزية)
- بيل بنسون على موقع Hockey-Reference.com (الإنجليزية)